# Cycas riuminiana
Cycas riuminiana är en kärlväxtart som beskrevs av Porte och Eduard August von Regel. Cycas riuminiana ingår i släktet Cycas, och familjen Cycadaceae. IUCN kategoriserar arten globalt som starkt hotad. Inga underarter finns listade i Catalogue of Life.